# Mina Tanaka
Mina Tanaka (田中 美南, Tanaka Mina, Thailand, 28 april 1994) is een Japans voetbalster die als aanvaller speelt bij Nippon TV Beleza.

## Carrière

### Clubcarrière
Tanaka begon haar carrière in 2011 bij Nippon TV Beleza. Zij was in 2016, 2017 en 2018 de topscorer. In 2018 werd zij uitgeroepen tot speler van het jaar.

### Interlandcarrière
Tanaka nam met het Japans nationale elftal O17 deel aan het WK onder 17 in 2010 en Japan behaalde zilver op de Spelen. Zij nam met het Japans nationale elftal O20 deel aan het WK onder 20 in 2012. Daar stond zij in alle zes wedstrijden van Japan opgesteld en Japan behaalde brons op de Spelen.
Tanaka maakte op 8 maart 2013 haar debuut in het Japans vrouwenvoetbalelftal tijdens een wedstrijd om de Algarve Cup tegen Duitsland. Zij nam met het Japans elftal deel aan het Aziatisch kampioenschap 2018 en Aziatische Spelen 2018. Japan behaalde goud op het Aziatisch kampioenschap en de Aziatische Spelen. Ze heeft 35 interlands voor het Japanse elftal gespeeld en scoorde daarin 14 keer.

## Statistieken
| Japans vrouwenvoetbalelftal | Japans vrouwenvoetbalelftal | Japans vrouwenvoetbalelftal |
| Jaar                        | Wed.                        | Dlp.                        |
| --------------------------- | --------------------------- | --------------------------- |
| 2013                        | 4                           | 1                           |
| 2014                        | 0                           | 0                           |
| 2015                        | 2                           | 0                           |
| 2016                        | 0                           | 0                           |
| 2017                        | 14                          | 5                           |
| 2018                        | 15                          | 8                           |
| 2019                        | 4                           | 2                           |
| Totaal                      | 39                          | 16                          |